# Дрейпер (Вірджинія)
Дрейпер (англ. Draper) — переписна місцевість (CDP) в США, в окрузі Пуласкі штату Вірджинія. Населення — 291 особа (2020).

## Географія
Дрейпер розташований за координатами 37°0′1″ пн. ш. 80°43′58″ зх. д. / 37.00028° пн. ш. 80.73278° зх. д. (37.000292, -80.732671).  За даними Бюро перепису населення США в 2010 році переписна місцевість мала площу 5,60 км², з яких 5,60 км² — суходіл та 0,00 км² — водойми.

## Демографія
Згідно з переписом 2010 року, у переписній місцевості мешкало 320 осіб у 132 домогосподарствах у складі 102 родин. Густота населення становила 57 осіб/км².  Було 153 помешкання (27/км²).
Расовий склад населення:
| - 93,1 % — білих - 5,9 % — чорних або афроамериканців |

До двох чи більше рас належало 0,9 %. Частка іспаномовних становила 0,0 % від усіх жителів.
За віковим діапазоном населення розподілялося таким чином: 18,7 % — особи молодші 18 років, 61,6 % — особи у віці 18—64 років, 19,7 % — особи у віці 65 років та старші. Медіана віку мешканця становила 44,4 року. На 100 осіб жіночої статі у переписній місцевості припадало 106,5 чоловіків;  на 100 жінок у віці від 18 років та старших — 103,1 чоловіків також старших 18 років.
За межею бідності перебувало 13,1 % осіб, у тому числі 25,0 % дітей у віці до 18 років та 0,0 % осіб у віці 65 років та старших.
Цивільне працевлаштоване населення становило 92 особи. Основні галузі зайнятості: освіта, охорона здоров'я та соціальна допомога — 33,7 %, публічна адміністрація — 25,0 %, виробництво — 22,8 %.